# Стрілківці (Борисовський район)
Стрілківці (біл. вёска Стралкаўцы) — село в складі Борисовського району Мінської області, Білорусь. Село підпорядковане Пригородницькій сільській раді, розташоване в північно-східній частині області.